# 克里斯蒂娜·西科
克里斯蒂娜·西科（法語：Christine Cicot，1964年9月10日—），法国女子柔道运动员。她曾代表法国参加1996年和2000年夏季奥林匹克运动会柔道比赛，其中1996年奥运会获得一枚铜牌。